# Dam tot Damloop 1993
De Dam tot Damloop 1993 werd gehouden op zondag 19 september 1993. Het was de negende editie van deze loop. De wedstrijd liep van Amsterdam naar Zaandam en had een lengte van 10 Engelse mijl (16,1 km).
Bij de mannen finishte de achttienjarige Keniaan Josphat Matchuka als eerste in 45.22. Zijn landgenote Hellen Kimaiyo won de wedstrijd bij de vrouwen in 52.59. Nieuw bij deze editie was dat de vrouwen 15 minuten eerder vertrokken dan de mannen.
In totaal namen 14.450 mensen deel aan het evenement, waarvan 12.100 lopers op de 10 Engelse mijl en 2350 kinderen bij de minilopen.

## Wedstrijd
Mannen
| rang   | naam                | land | tijd  |
| ------ | ------------------- | ---- | ----- |
| Goud   | Josphat Matchuka    | KEN  | 45.22 |
| Zilver | Paul Tergat         | KEN  | 46.07 |
| Brons  | Charles Omwoyo      | KEN  | 46.18 |
| 4      | Sammy Maritim       | KEN  | 46.20 |
| 5      | Ikaji Salum         | TAN  | 46.40 |
| 6      | Simon Robert Naali  | TAN  | 47.01 |
| 7      | Teckey Gebrselassie | ETH  | 47.06 |
| 8      | Tbigniew Nadolski   | POL  | 47.15 |
| 9      | Lameck Aguta        | KEN  | 47.16 |
| 10     | Marti ten Kate      | NED  | 47.24 |

Vrouwen
| rang   | naam              | land | tijd  |
| ------ | ----------------- | ---- | ----- |
| Goud   | Hellen Kimaiyo    | KEN  | 52.59 |
| Zilver | Carla Beurskens   | NED  | 53.48 |
| Brons  | Claudia Dreher    | GER  | 54.17 |
| 4      | Jane Salumae      | EST  | 54.37 |
| 5      | Firaya Soultanova | RUS  | 54.45 |

1985 ·
1986 ·
1987 ·
1988 ·
1989 ·
1990 ·
1991 ·
1992 ·
1993 ·
1994 ·
1995 ·
1996 ·
1997 ·
1998 ·
1999 ·
2000 ·
2001 ·
2002 ·
2003 ·
2004 ·
2005 ·
2006 ·
2007 ·
2008 ·
2009 ·
2010 ·
2011 ·
2012 ·
2013 ·
2014 ·
2015 ·
2016 ·
2017 ·
2018 ·
2019